# Партизанский край
Партиза́нский край — территория в тылу немецких войск, освобождённая и длительное время удерживаемая партизанами во время Великой Отечественной войны. Партизанский край объединял две партизанские зоны и более.
Партиза́нская зона — частично освобождённая территория, на которой партизаны вели активные боевые действия. Партизанская зона включала населенные пункты одного или нескольких районов, территория которых удерживалась и контролировалась партизанами, в ней были восстановлены органы и учреждения советской власти.

## Условия появления

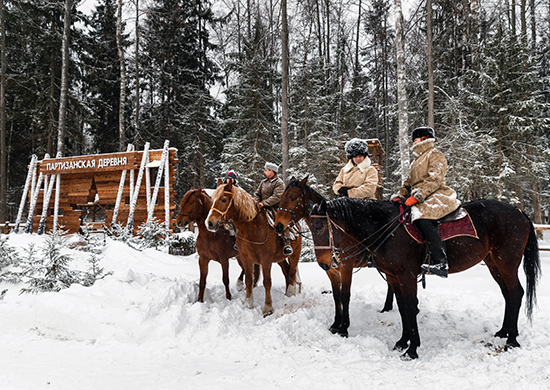
Историко-мемориальный комплекс «Партизанская деревня» на территории парка «Патриот»

Важнейшие условия образования и расширения партизанских краёв и зон:
- активные боевые действия партизан
- наличие благоприятных географических условий данной местности (лесисто-болотистая местность)
- борьба Красной Армии на фронте, лишавшая противника возможности выделять силы, достаточные для контроля над всей оккупированной территорией.

## Возникновение
Партизанские края и зоны возникали с конца 1941 года, когда широко развернулось партизанское движение. Крупные партизанские края и зоны существовали в Ленинградской, Калининской, Смоленской, Псковской и других областях РСФСР, в Белорусской ССР, северо-западных районах Украинской ССР. Весной 1942 года существовало 11 партизанских краёв:
- Октябрьский партизанский край
- Любанский партизанский край
- Кличевский партизанский край
- Суражский партизанский край
- Вадинский партизанский край
- Дорогобужский партизанский край
- Северо-Западный партизанский край (Смоленская область)
- Южный Ельнинский партизанский край
- Дятьковский партизанский край
- Южный Брянский партизанский край
- Ленинградский партизанский край

В дальнейшем количество партизанских краёв непрерывно возрастало.
Осенью 1942 года на территории Ушачского района, части Полоцкого, Лепельского, Бешенковичского и ряда др. районов Витебской области Белоруссии образовалась Полоцко-Лепельская партизанская зона, просуществовавшая до мая 1944 года.
Весной 1943 года в результате совместных действий советских украинских и белорусских партизан была создана «партизанская зона» («четырёхугольник») в районе Олевск — Овруч — Ельск.
Летом 1943 года советскими украинскими партизанами был создан крупный партизанский край на территории Ровенской области, который включал в себя Морочновский район, часть территории Высоцкого района, часть территории Рафаловского района, часть территории Владимирецкого района, часть территории Дубровицкого района, часть территории Клесовского района, часть территории Рокитновского района и часть территории Степанского района.

## Роль в войне
В партизанских краях и зонах, при активном участии населения, восстанавливались органы Советской власти или их функции выполнялись партизанским командованием, партизанскими комендантами и другими органами. Одновременно восстанавливались колхозы, предприятия местной промышленности, культурно-бытовые, медицинские и другие учреждения. В партизанских краях и зонах организованно проводились сев и уборка урожая.
Партизанские края и зоны сыграли большую роль в развёртывании всенародной борьбы с захватчиками, являясь базами партизан. Они затрудняли проведение противником перегруппировок, сковывали значительные силы его полевых войск.
В ходе наступления советских войск противник часто не мог организовать прочной обороны в партизанских краях и зонах (обычно в лесисто-болотистых и горно-лесистых районах) и был вынужден группировать свои силы лишь вдоль дорог. Нередко партизанские края и зоны использовались советскими войсками для быстрого выхода на фланги и тылы вражеских группировок, выброски (высадки) воздушных десантов и нарушения организованного отхода противника.

## Галерея

«Партизанская деревня» на МВТФ «Армия-2020» в Ростовской области
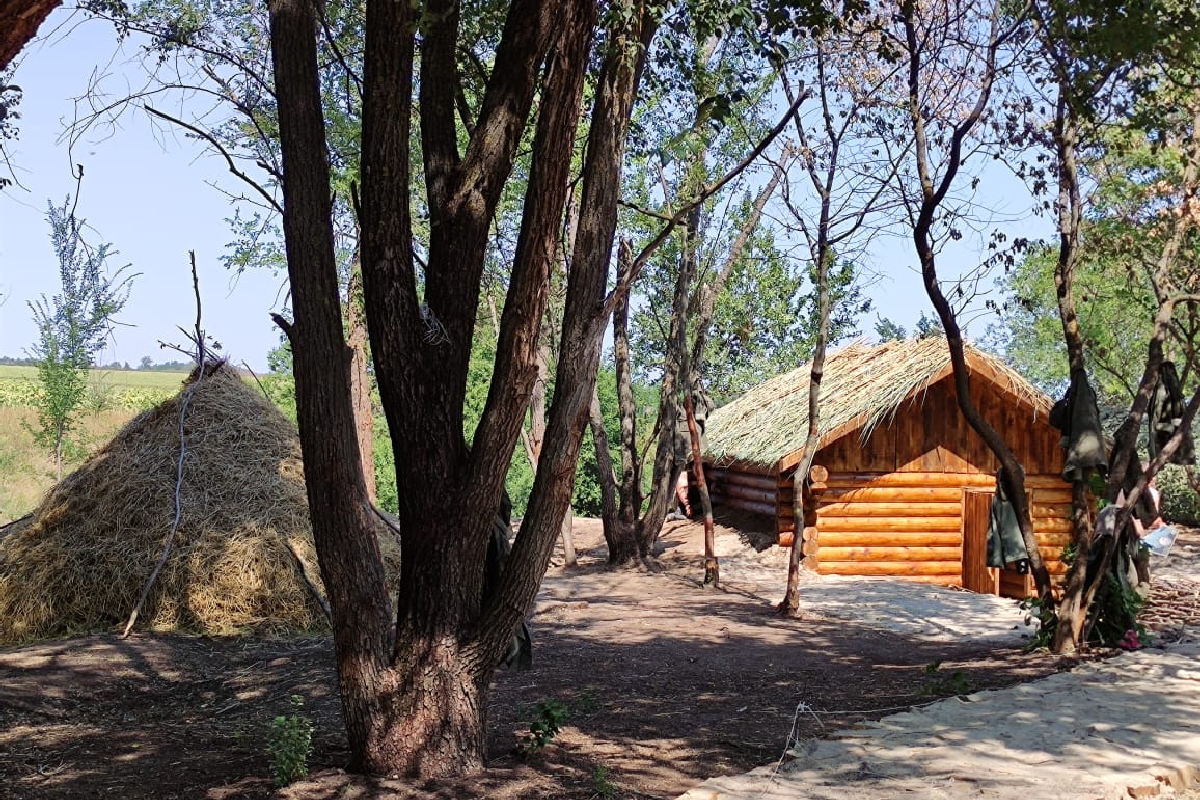
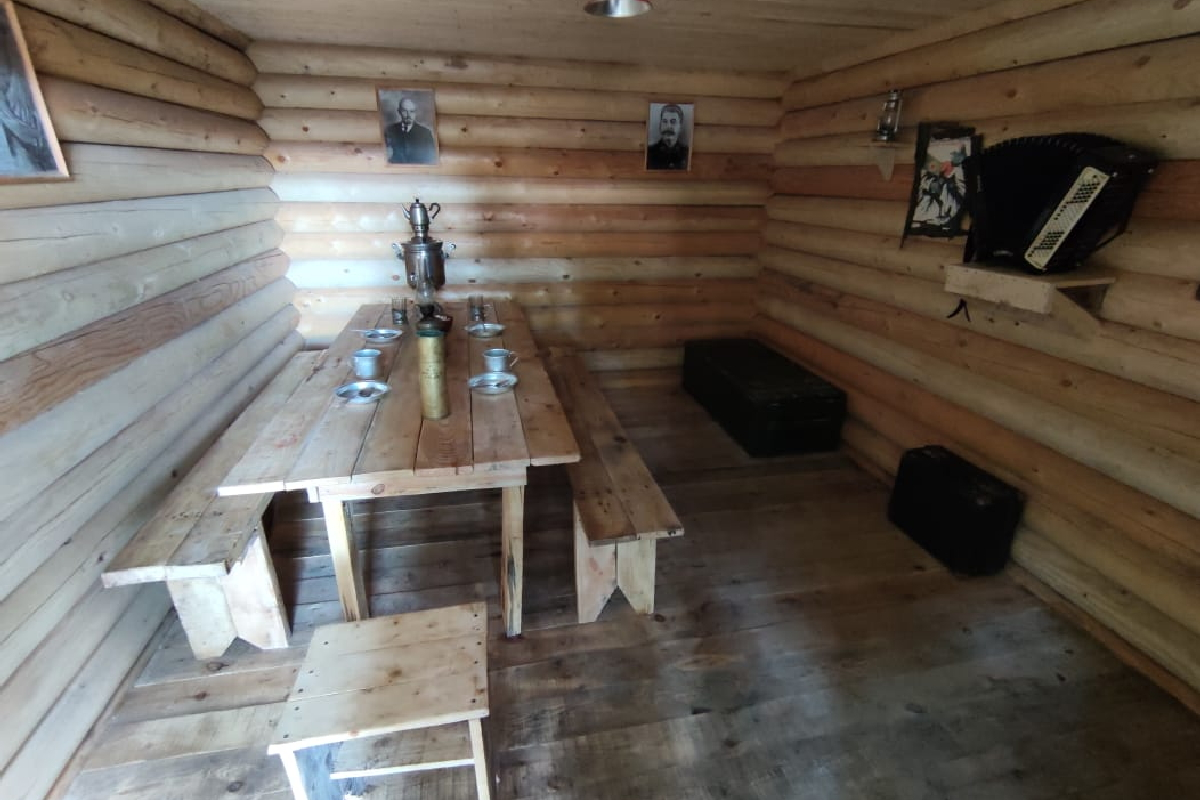
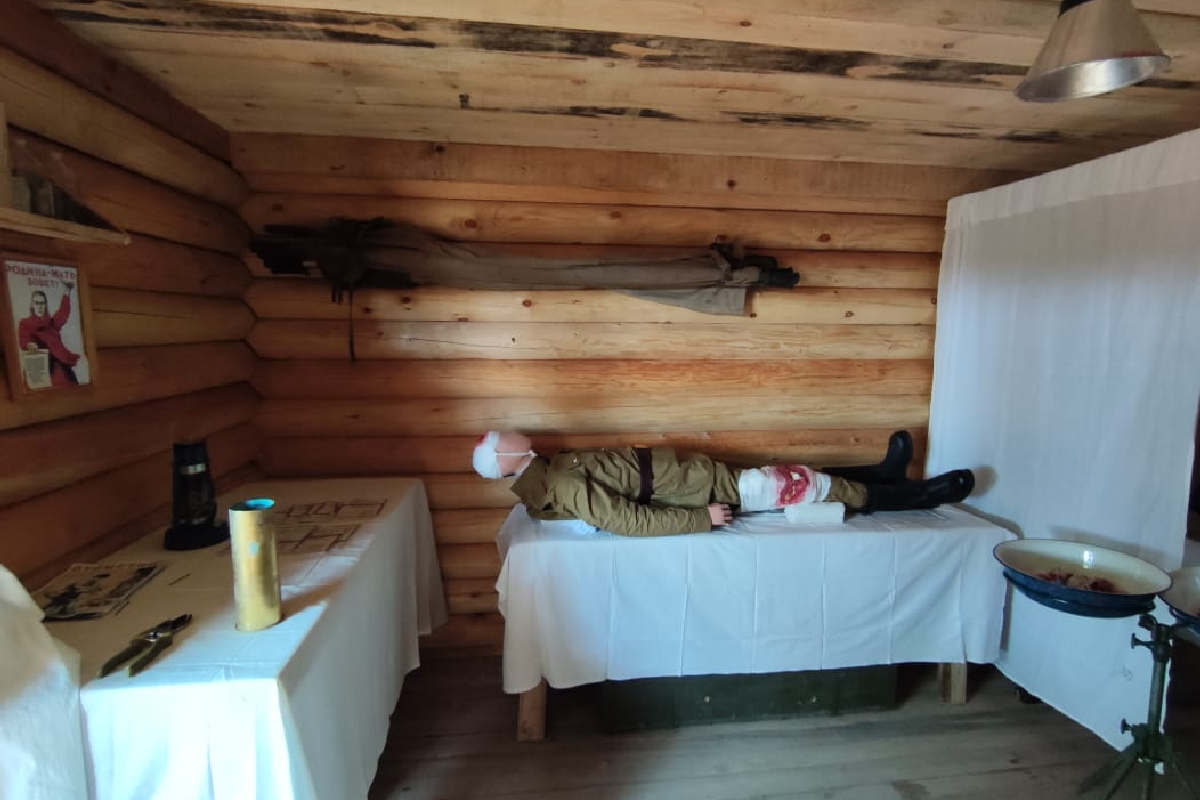
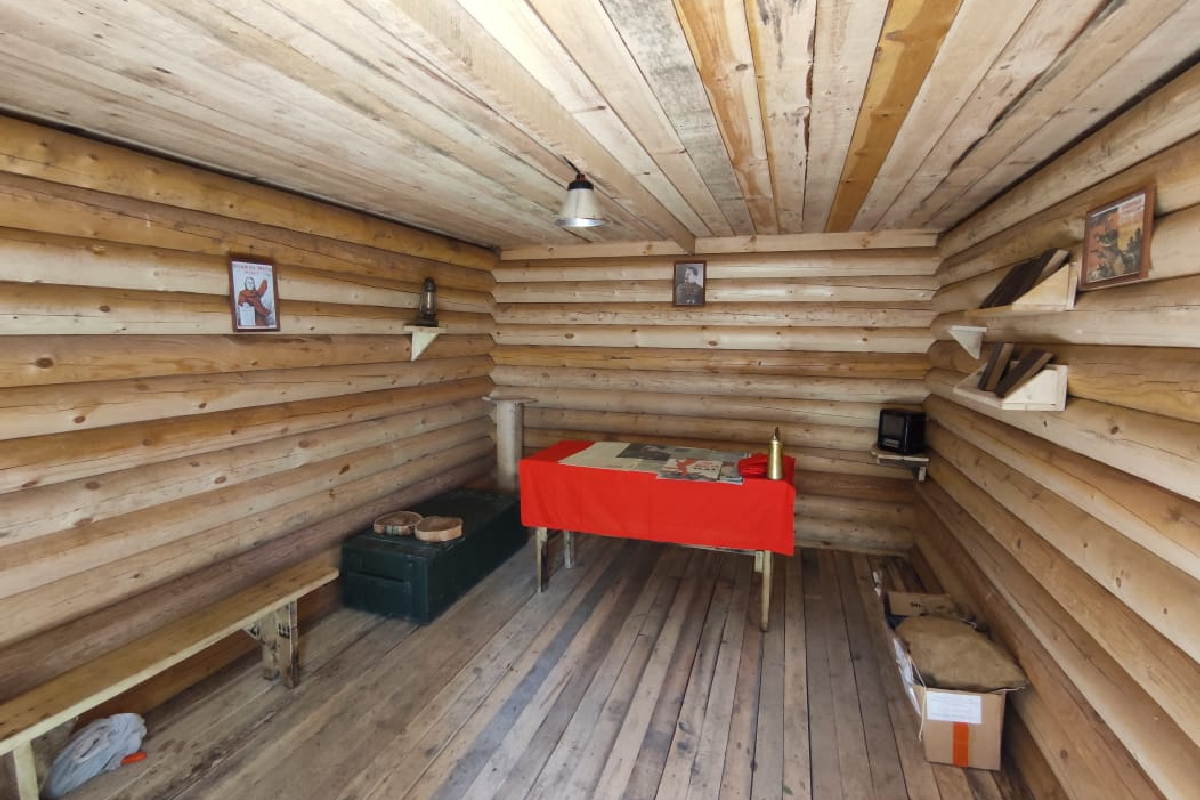
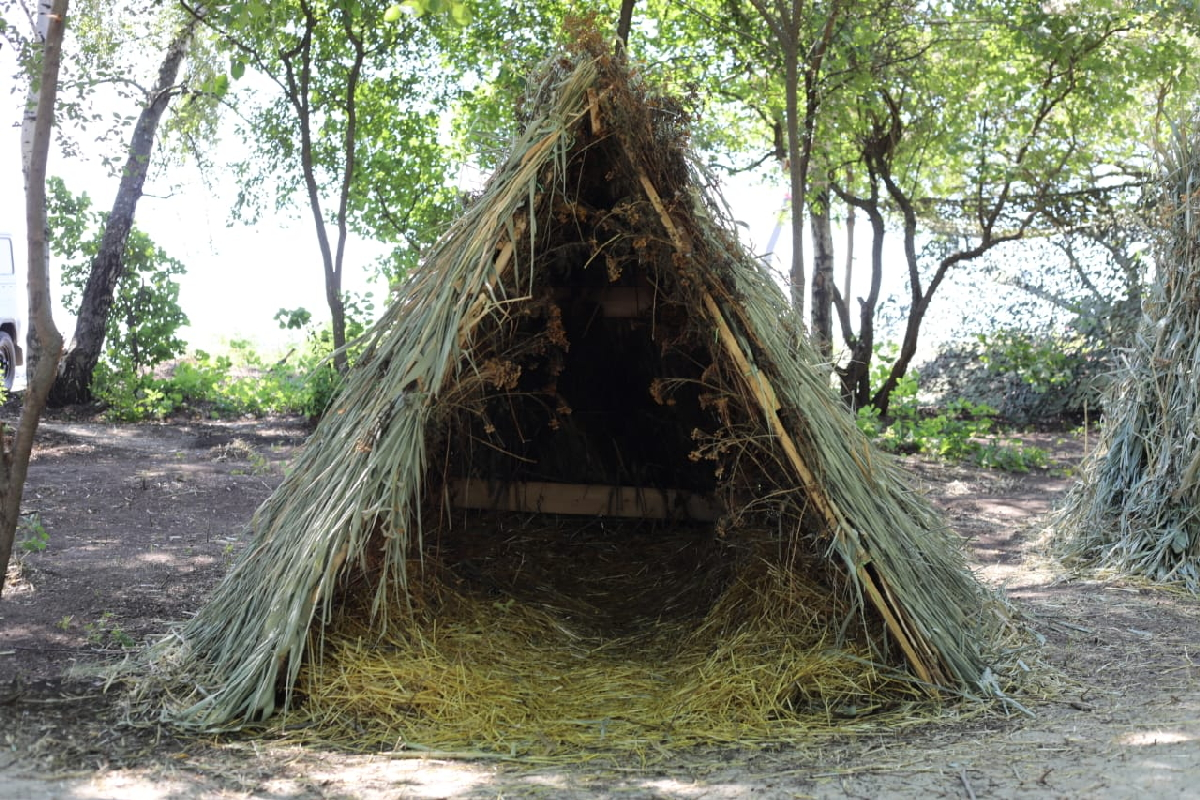
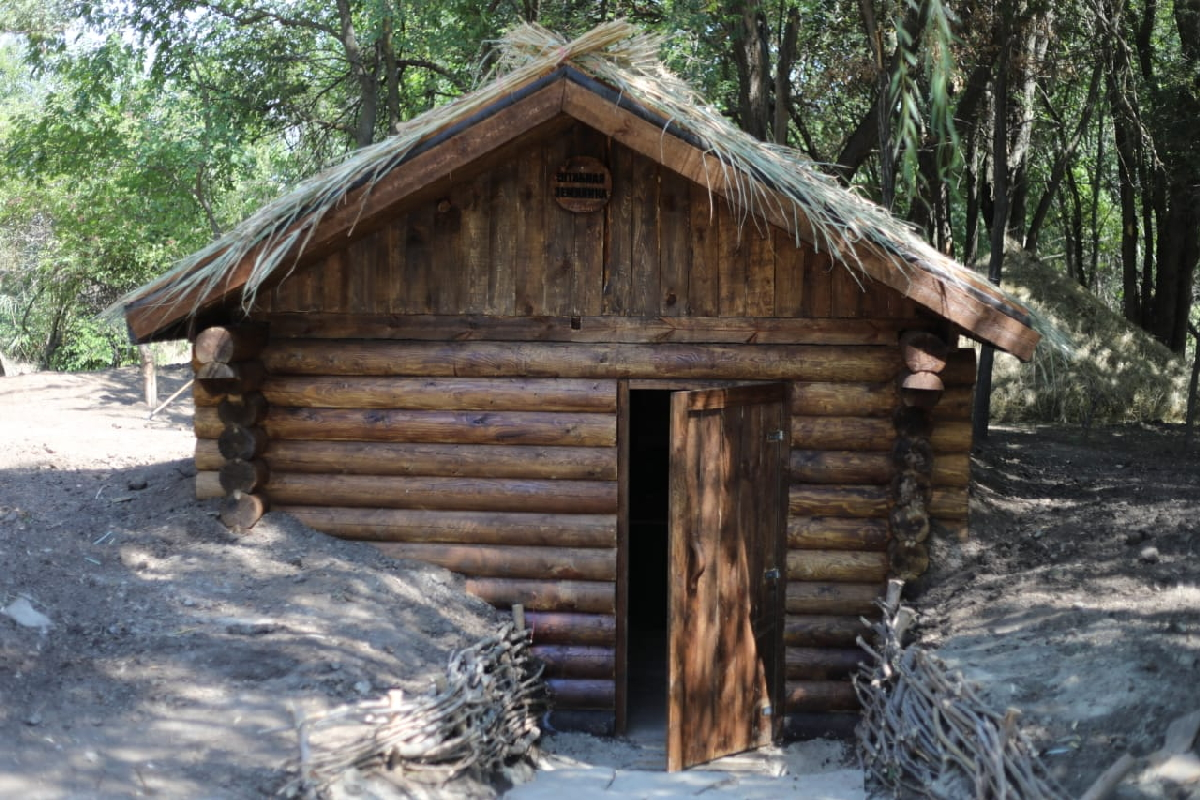
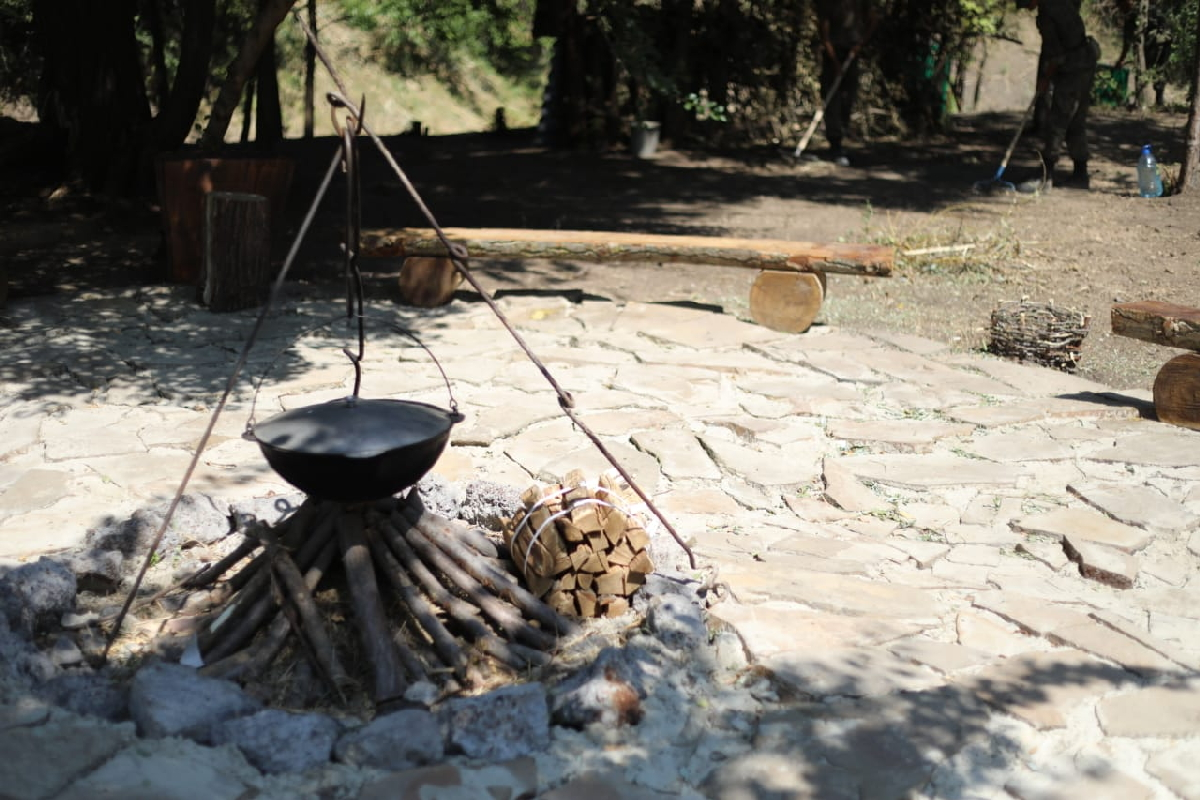
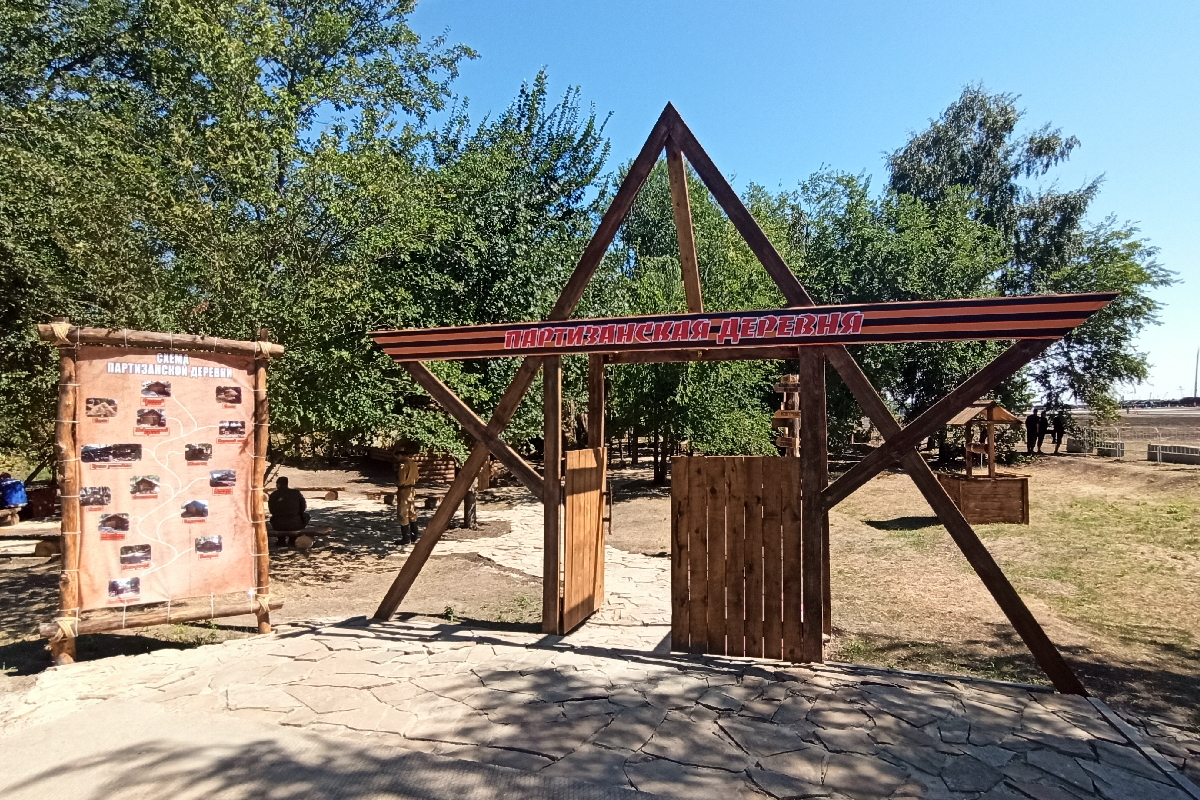
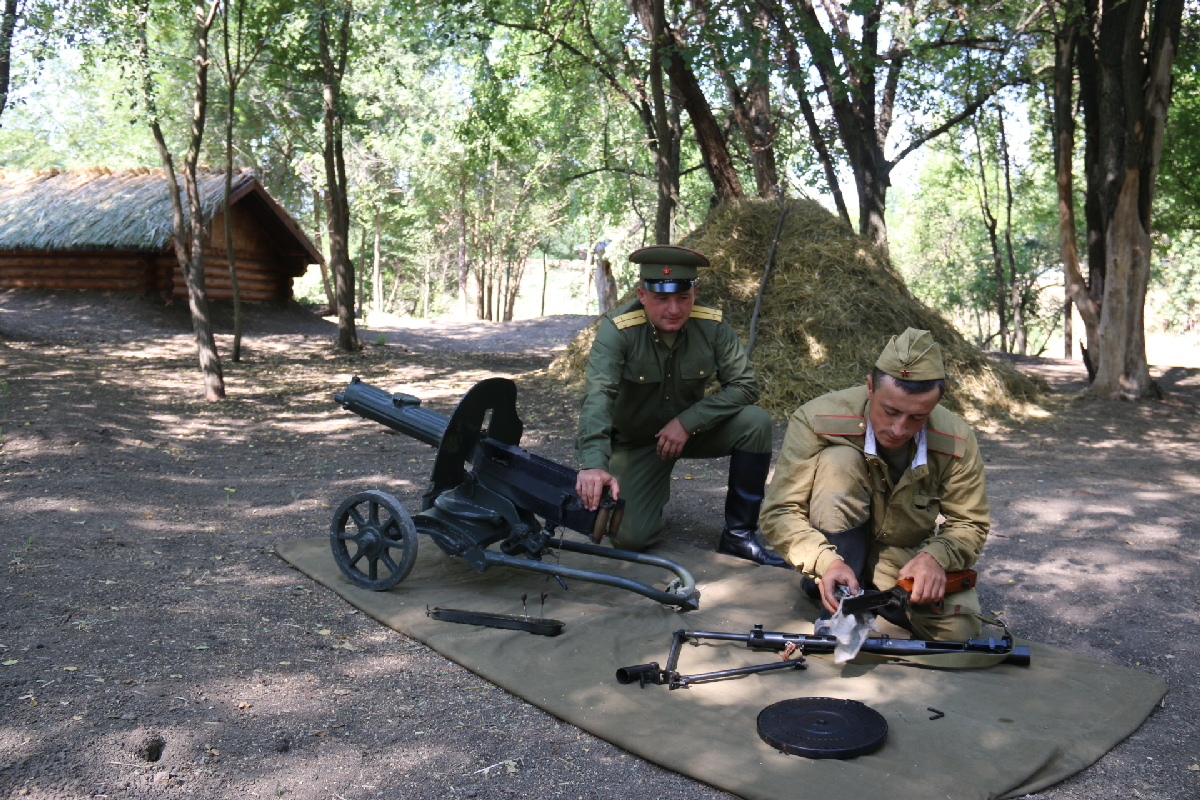
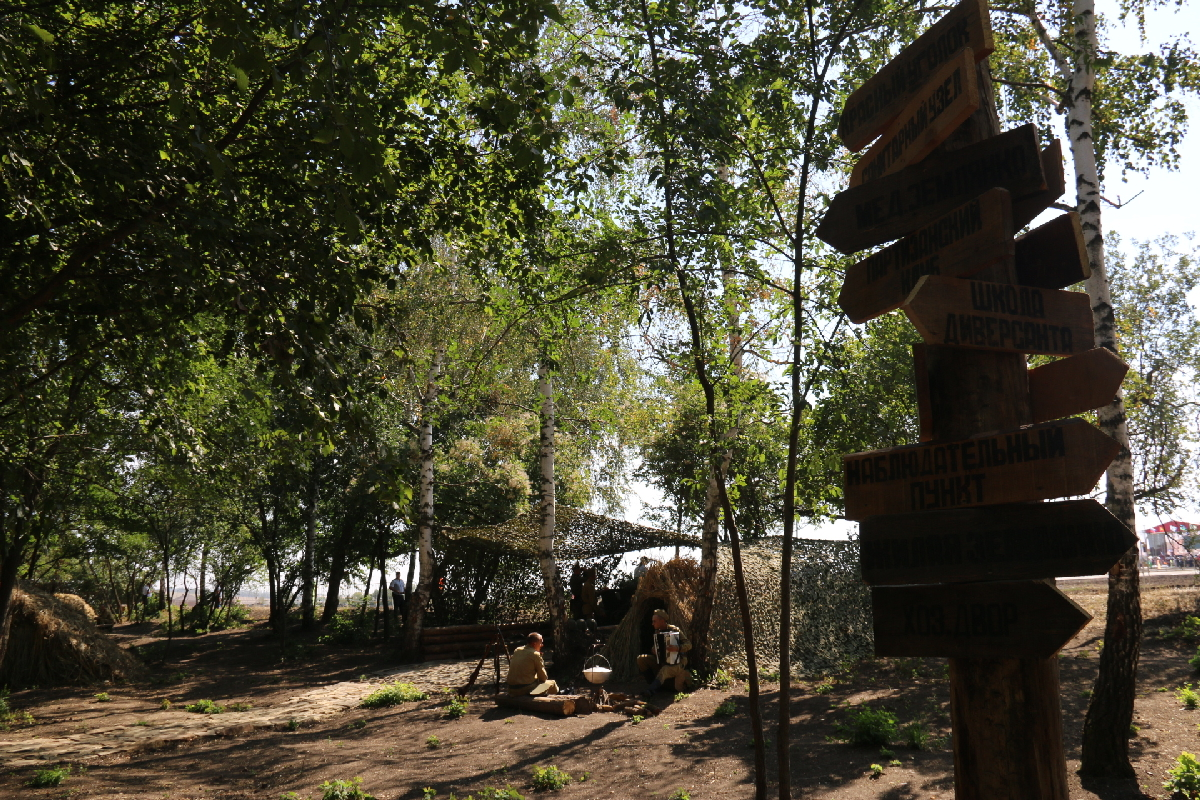
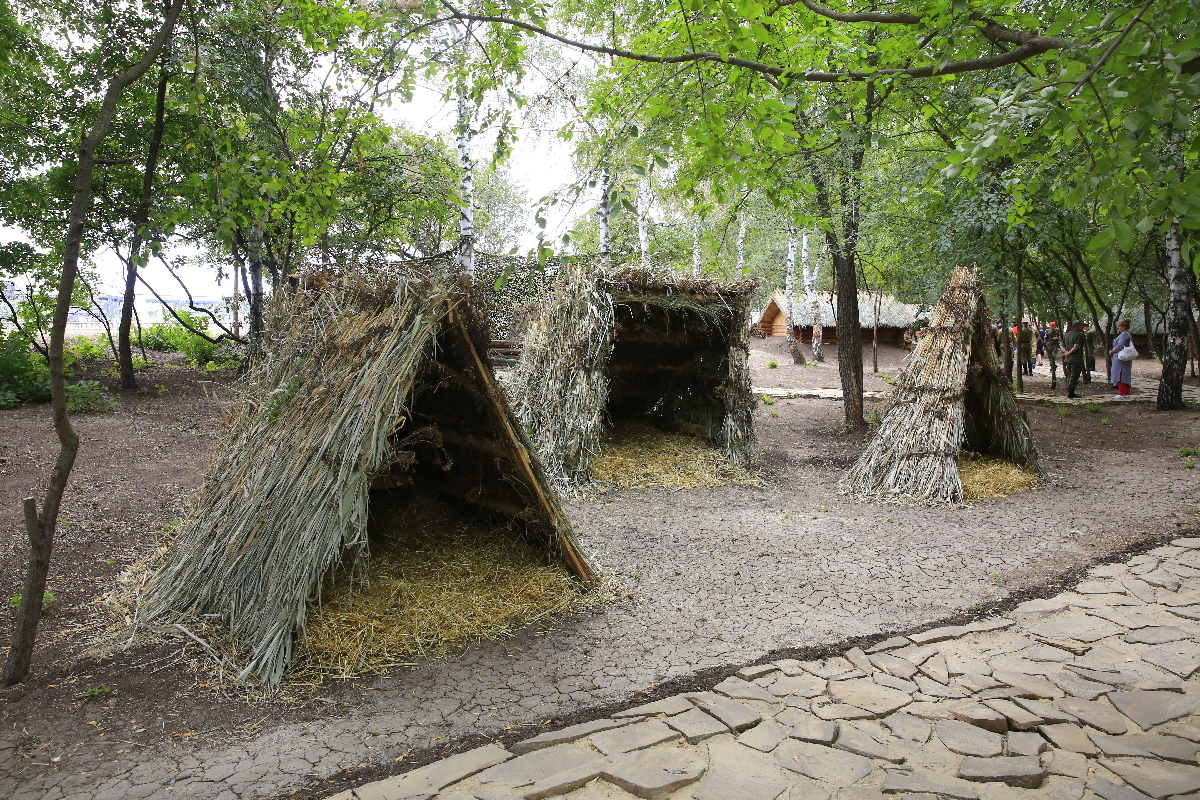
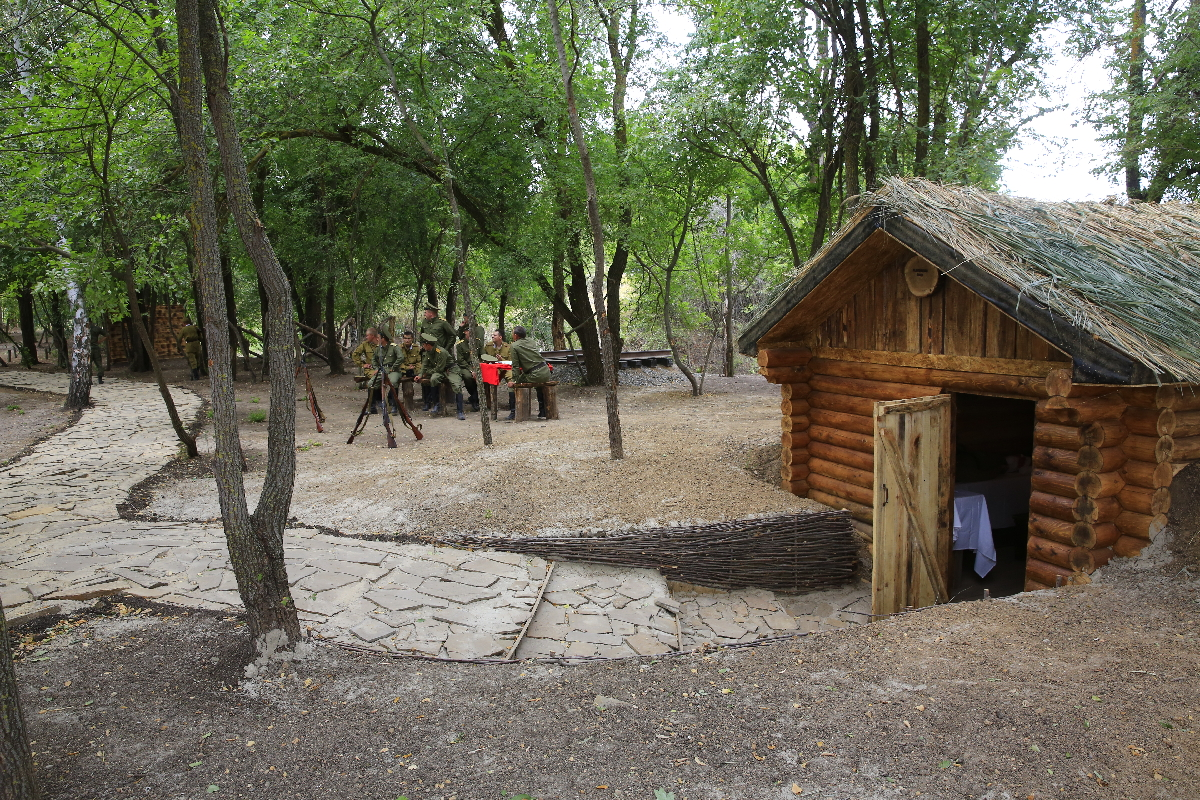
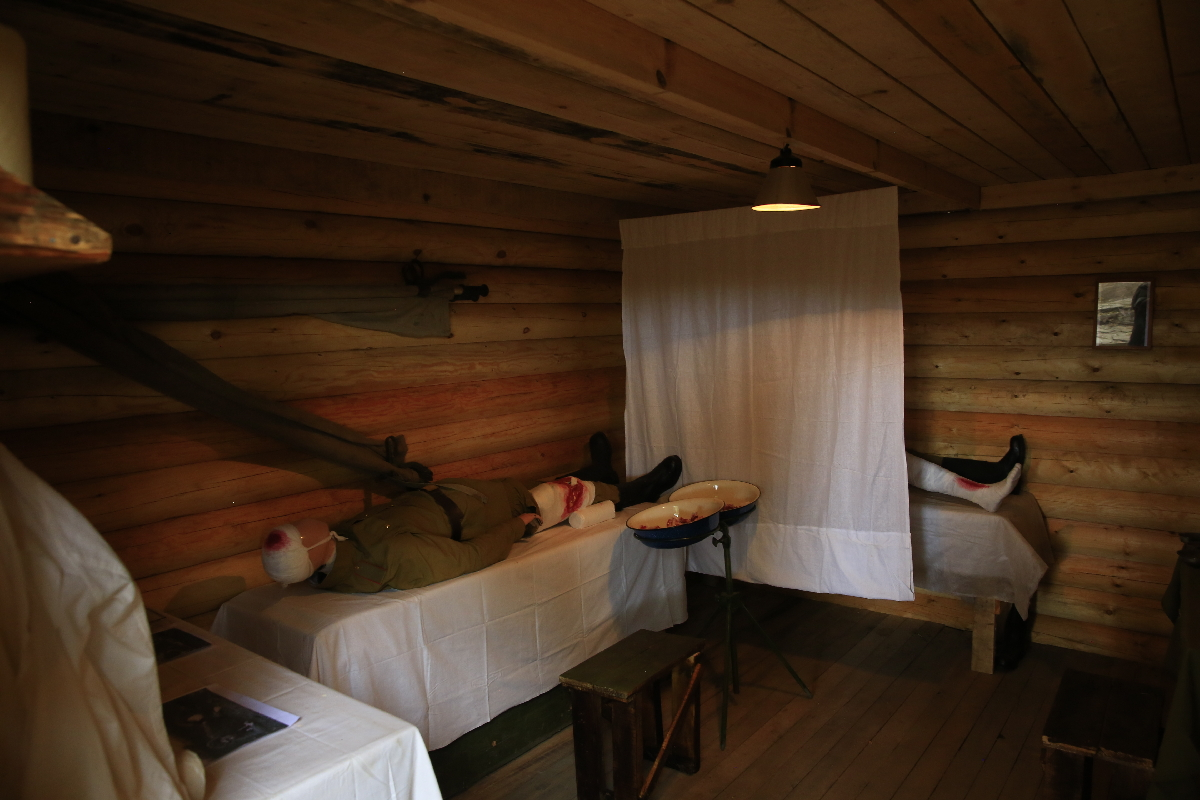
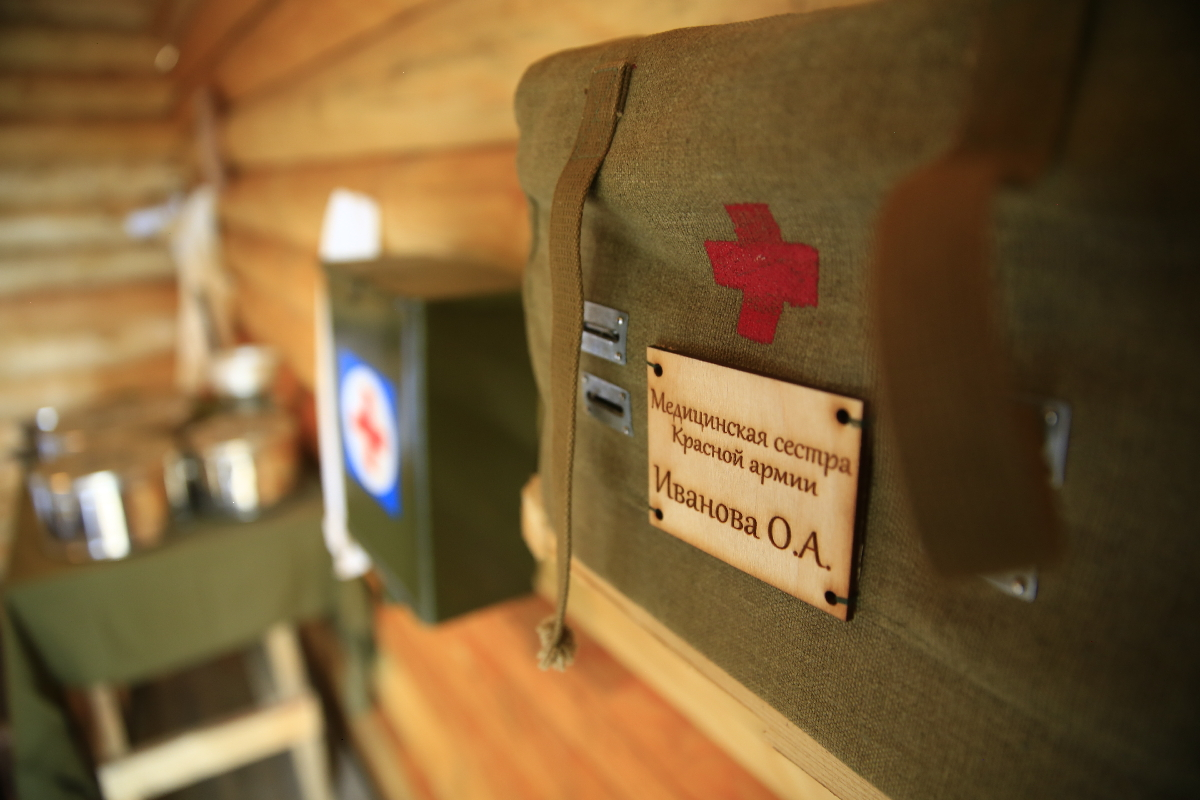
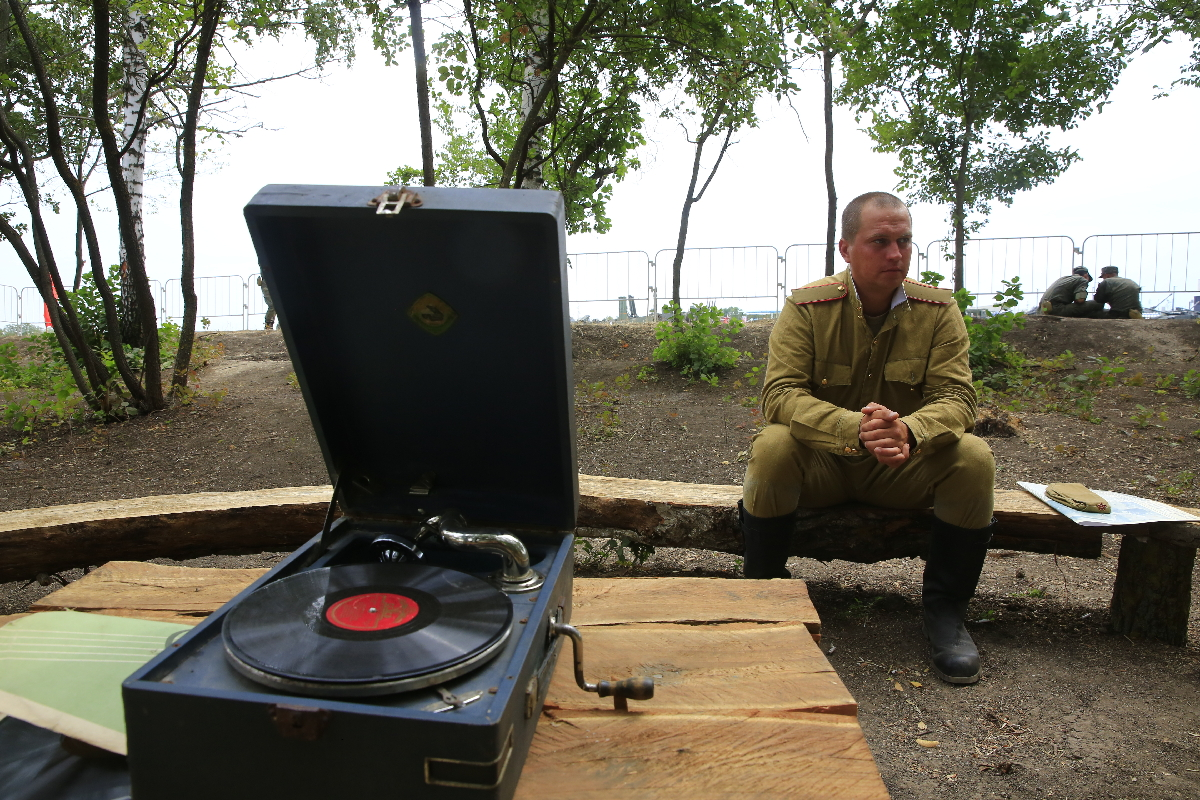
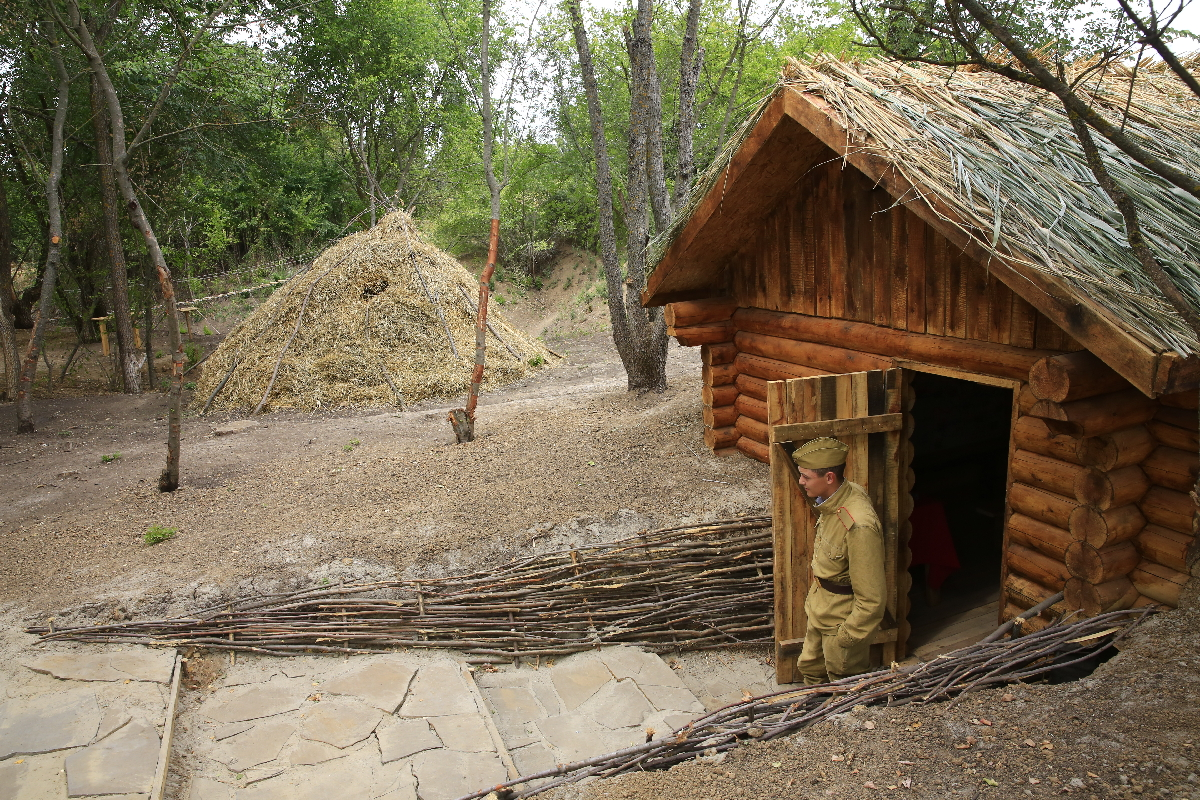
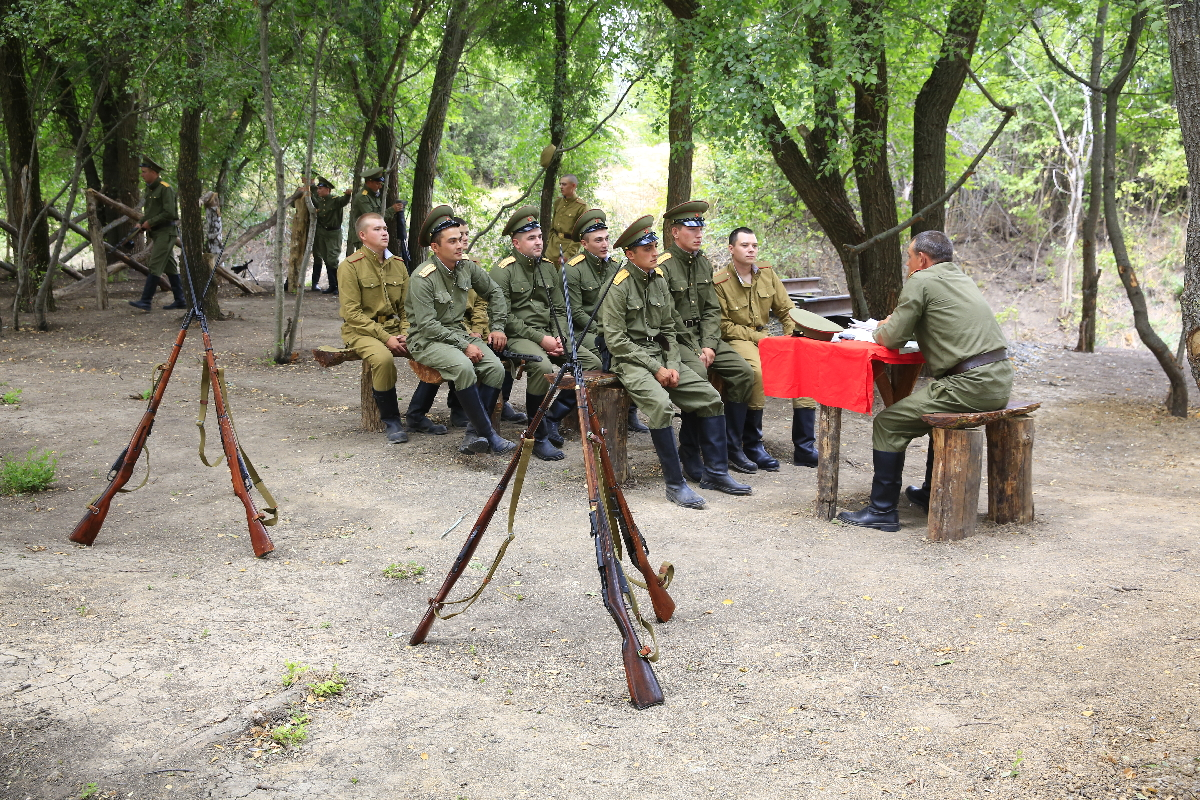
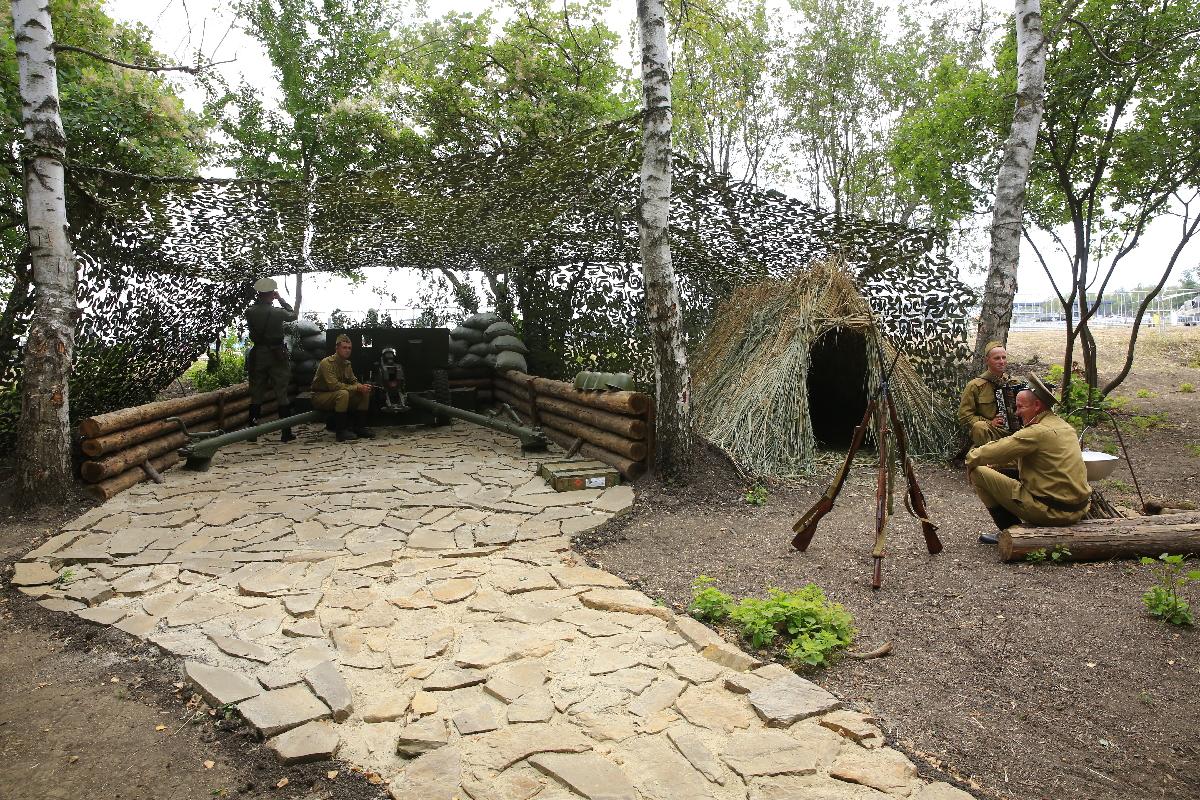
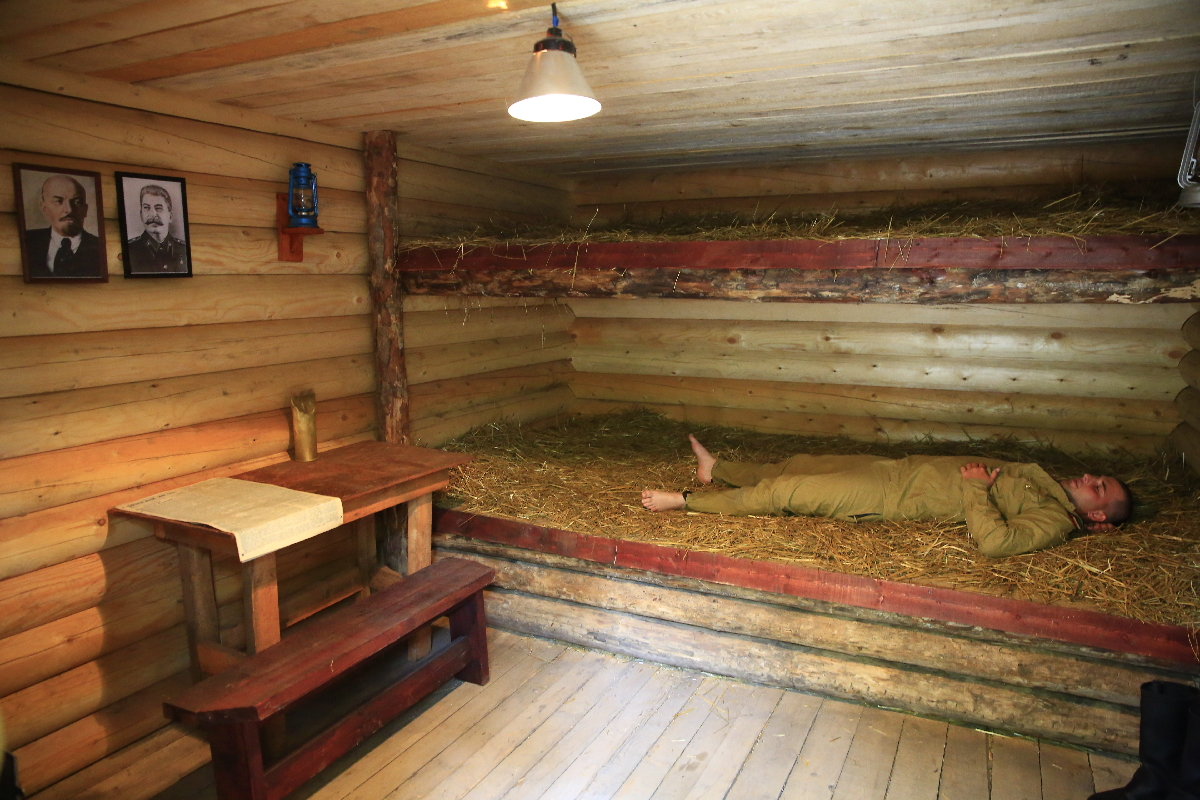
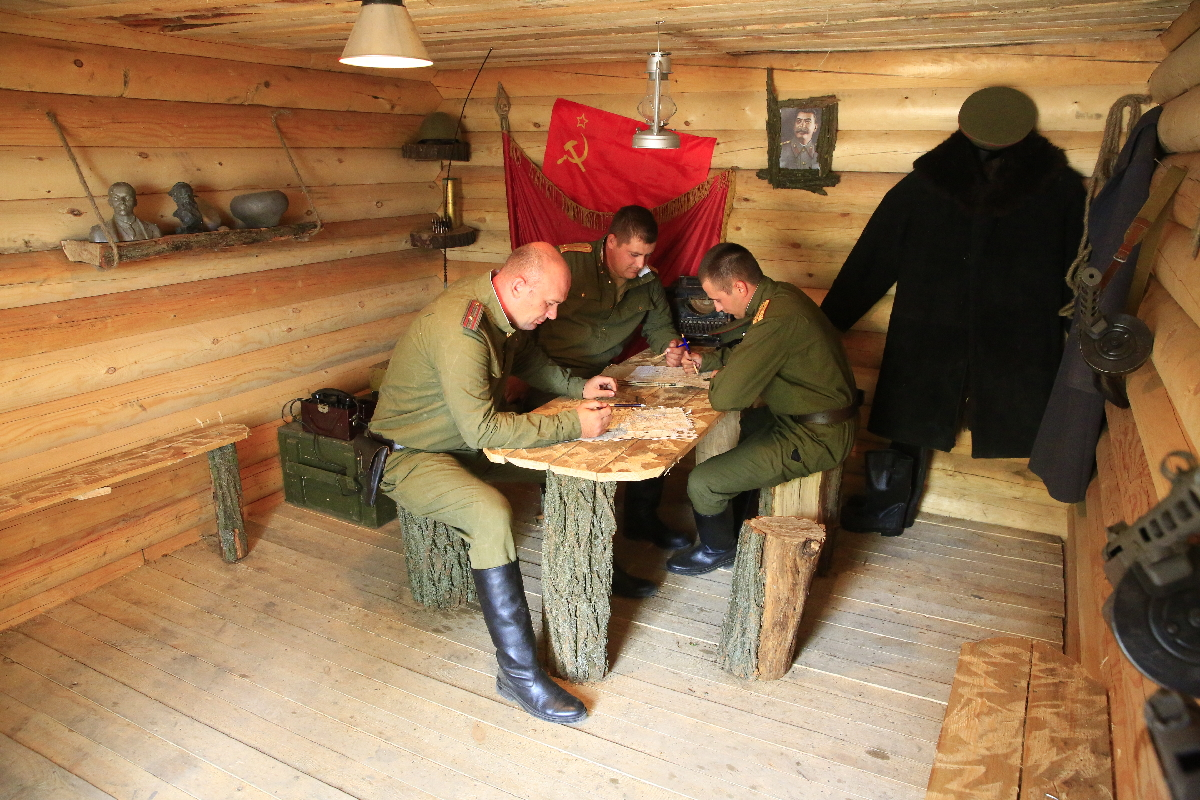